# Fosa de Bougainville

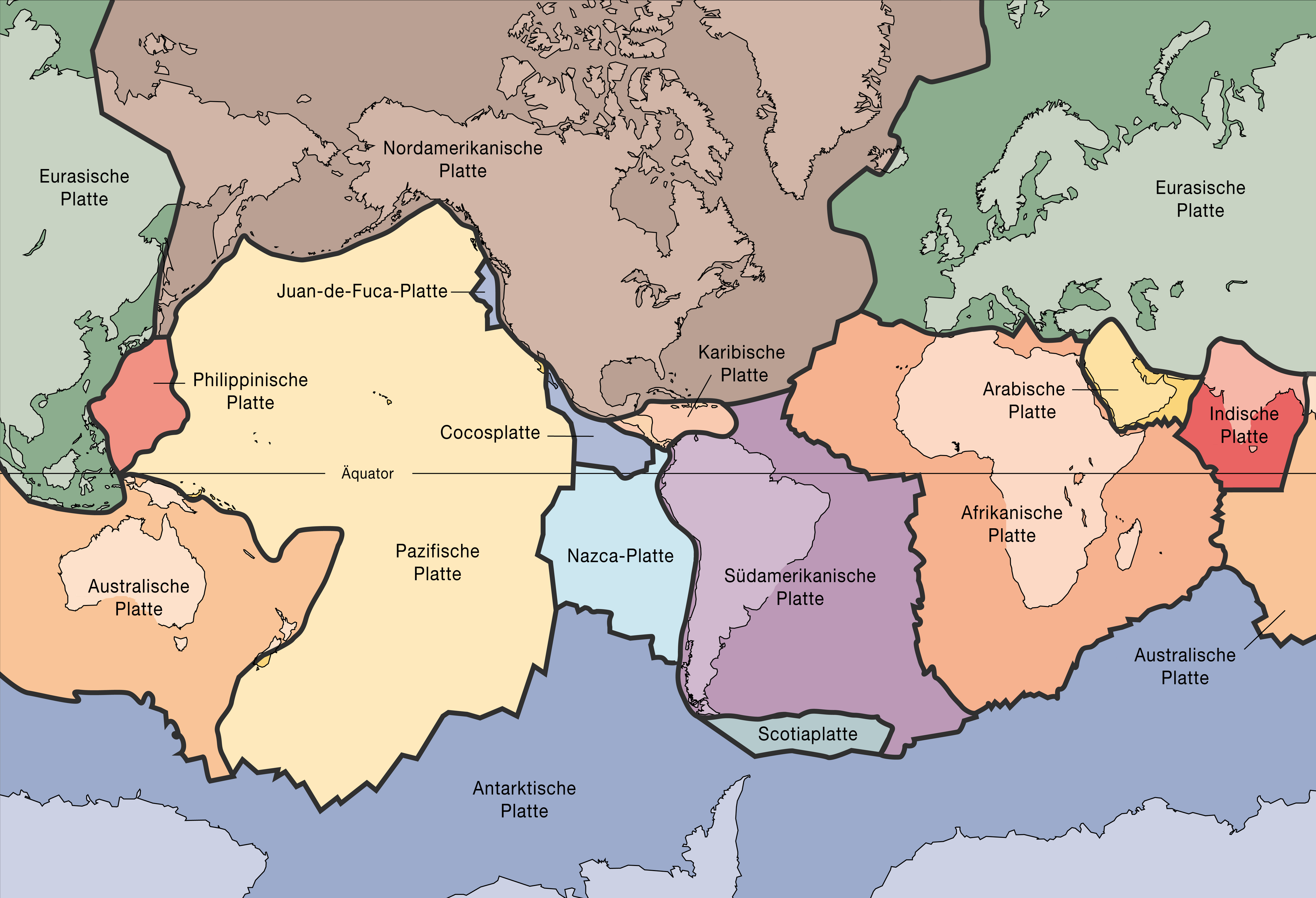
Fosa de Bougainville

La fosa de Bougainville, más conocida como fosa de Nueva Bretaña, es una de las mayores del mundo con 9140 metros de profundidad. Esta fosa se encuentra al este de la isla de Nueva Guinea y del archipiélago de las  islas Salomón, en el océano Pacífico.
La fosa fue nombrada en honor del marino francés Louis Antoine de Bougainville (1729-1811), que también da nombre a la isla Bougainville, situada en el extremo noroeste del archipiélago de las islas Salomón, a unos 1500 km de Australia.